# Thomas John Cochrane
Sir Thomas John Cochrane GCB, britanski admiral in kolonialni guverner, * 5. februar 1789, † 19. oktober 1872.

## Pomorska kariera
Cochrane je leta 1796, pri sedmih letih, vstopil v Kraljevo vojno mornarico in pri 16. letih dosegel čin poročnika. Hitro je napredoval, tudi po zaslugi vpliva njegovega očeta Alexandra Conchrana. Cochrane je poveljeval ladjama HMS Surprise in HMS Forte. Ko je Novofunlandija leta 1825 postala uradna kolonija, je Cochrane postal njen prvi guverner.
Cochrane je dal zgraditi Government House, ki se nahaja med Fort William in Fort Townshend. Kljub temu, da je Cochrane nasprotoval uvedbi predstavniške vlade, je bila leta 1832 sprejeta nova ustava in Cochrane je postal prvi civilni guverner. Kot guverner je Cochrane imel številne konflikte, še posebej s rimskokatoliškim škofom Michaelom Flemingom. Posledično je kolonialna uprava leta 1834 odpoklicala Cochrana, pri čemer sta bila tako on kot njegova hči podvržena sramotilnemu odhodu iz mesta.
Med letoma 1839 in 1841 je bil član parlamenta (MP) za Ipswich.
Leta 1842 je postal namestnik poveljnika East Indies and China Stationa, nato pa je leta 1844 postal vrhovni poveljnik iste postaje na krovu zastavne ladje, HMS Agincourt. Sodeloval je v protipiratskih operacijah okoli jugozahodnega Bornea, pri čemer je leta 1845 in 1846 uničil sovražne utrdbe v Bruneju. Leta 1852 je bil imenovan zaCommander-in-Chief, Portsmouth in nato je bil leta 1865 povišan v čin admirala flote.
Po njem se imenuje cesta (Cochrane Street) v St. John'su.

## Družina
Leta 1812 se je poročil s Mathildo Ross, s katero je imel dva sinova in dve hčerki. Eden od sinov, Thomas Belhaven Henry Cochrane, je tudi postal častnik in bil med drugim tudi namestnik guvernerja Isle of Wight.

## Smrt
Thomas John Cochrane je umrl oktobra 1872 na Isle of Wight, nakar je bil prepeljan v družinsko grobnico na pokopališču Kensal Green v Londonu.